# Csíkos szikipacsirta
A csíkos szikipacsirta vagy vörhenyes pacsirta (Alaudala rufescens) a madarak osztályának verébalakúak (Passeriformes) rendjébe és a pacsirtafélék (Alaudidae) családjába tartozó faj.

## Rendszerezése
A fajt Louis Pierre Vieillot francia ornitológus írta le 1820-ben, az Alauda nembe Alauda rufescens néven. Sorolják a Calandrella nembe Calandrella rufescens néven is.

## Alfajai
- Alaudala rufescens rufescens (Vieillot, 1820) - nyugatközép-Kanári-szigetek (Tenerife);
- Alaudala rufescens polatzeki (Hartert, 1904) - kelet-Kanári-szigetek (Gran Canaria, Fuerteventura, Lanzarote);
- Alaudala rufescens apetzii (A. E. Brehm, 1857) - dél-Portugália, dél- és kelet-Spanyolország;
- Alaudala rufescens minor (Cabanis, 1851) - észak-Afrikától dél-Törökországon keresztül Irak középső részéig;
- Alaudala rufescens nicolli (Hartert, 1909) - észak-Egyiptom (Nílus-delta);
- Alaudala rufescens heinei (Homeyer, 1873) - kelet-Ukrajnában és kelet-Kazahsztánban költ;
- Alaudala rufescens pseudobaetica (Stegmann, 1932) - kelet-Törökország, Örményország, Azerbajdzsán, északnyugat-Irán;

## Előfordulása
Spanyolország területén, valamint Észak-Afrikában és Ázsiában honos. Természetes élőhelyei a mérsékelt övi gyepek és cserjések, szubtrópusi vagy trópusi cserjések és sós mocsarak. Vonuló faj.

## Megjelenése
Testhossz 13 centiméter. Tollazata világosbarna, sötétebb csíkokkal.

## Életmódja
Tápláléka rovarokból és magvakból áll.

## Szaporodása
|  |

## Természetvédelmi helyzete
Az elterjedési területe rendkívül nagy, egyedszáma ugyan csökken, de még nem éri el a kritikus szintet. A Természetvédelmi Világszövetség Vörös listáján nem fenyegetett fajként szerepel.